# Vlastimil Lakosil
Vlastimil Lakosil (* 4. Juli 1979 in Uherské Hradiště, Tschechoslowakei) ist ein ehemaliger tschechischer Eishockeytorwart. Zu seinen größten Erfolgen gehört der Gewinn des IIHF Continental Cup 2009 mit dem MHC Martin und der slowakischen Meisterschaft 2016 mit dem HK Nitra.

## Karriere
Vlastimil Lakosil stammt aus dem Nachwuchs des tschechischen Eishockeyclubs HC Oceláři Třinec, für den er zu Beginn seiner Karriere in der U20-Extraliga spielte. Schon in der Spielzeit 1997/98 hatte er jedoch seinen ersten Einsatz in der Extraliga und absolvierte insgesamt 16 Spiele in der Profimannschaft des HC. In den folgenden Jahren spielte er für Třinec sowohl in der Juniorenliga als auch der Profiliga, jedoch mit vermehrten Einsätzen bei den Profis. Ab der Saison 2000/01 wurde er dann Stammtorhüter des HC Třinec und überzeugte vor allem durch eine hohe Fangquote.
In der Saison 2004/05 wurde Lakosil dann von Martin Vojtek von der Position des Stammtorhüters verdrängt, so dass er für einige Spiele in die zweite Spielklasse Tschechiens, der 1. Liga,  nach Ostrava zum HC Sareza Ostrava wechselte. Die folgende Spielzeit begann er in der 1. Liga beim HK Jestřábi Prostějov, bevor er zum Stammtorhüter des slowakischen Clubs HK Dynamax Oil Nitra wurde. Durch seine gute Leistungen (91,6 % Fangquote, fünf Shut-outs) verhalf er der Mannschaft in die Playoffs der Extraliga, in denen man im Halbfinale am späteren Meister MsHK Žilina scheiterte.
In der Spielzeit 2006/07 konnte er zwar an seine guten Vorjahresleistungen anknüpfen, allerdings bangte man bei seinem Club um den Play-off-Einzug und verpflichtete daher im Januar 2007 einige neue Spieler inklusive des lettischen Nationaltorhüters Artūrs Irbe. Daher erhielt Vlastimil Lakosil die Freigabe und wechselte nach Dresden, die aufgrund des Ausfalls von Norbert Pascha und der Leistenprobleme bei Marek Mastič nach Verstärkung auf der Torhüterposition suchten. Bei den Eislöwen zeigte er sehr gute Leistungen, konnte aber den Abstieg in die Oberliga nicht verhindern. Zur Spielzeit 2007/08 wechselt er zum slowakischen Erstligisten MHC Martin, für den er in den folgenden zwei Spieljahren im Tor stand. 2009 wechselte er zurück zum HK Nitra, bevor er ein Jahr später innerhalb der Liga zum HK 36 Skalica wechselte, wo er auch noch in der nachfolgenden Spielzeit 2011/12 als Stammkraft das Tor hütete.
Am 14. Juni 2012 erfolgte der nächste Wechsel Lakosils zum tschechischen Eishockeyverein BK Mladá Boleslav, der zu diesem Zeitpunkt in der zweithöchsten Liga des Landes vertreten war. In der Saison 2012/13 absolvierte er insgesamt fünf Hauptrundenspiele und wurde daraufhin Anfang November 2012 an den HC České Budějovice verliehen, blieb aber für beide Teams spielberechtigt. Nachdem er zwei Erstligaspiele für die Mannschaft aus Budweis, die zum Saisonende in die Zweitklassigkeit abstieg und in der höchsten Liga durch den Mountfield HK ersetzt wurde, absolvierte, folgte ein weiterer leihweiser Wechsel in Kasachstans höchste Eishockeyliga. Dabei unterschrieb er einen bis Saisonende laufenden Vertrag beim HK Arlan Kökschetau, für den er 2012/13 in elf Hauptrundenspielen aufs Eis ging und, nachdem das Team die Hauptrunde als Sieger abschloss, auch in zehn Play-off-Partien zum Einsatz kam. Hier schied das Team allerdings im Halbfinale gegen den HK Beibarys Atyrau aus. Sein Stammklub BK Mladá Boleslav wurde in dieser Spielzeit ebenfalls Meister, konnte sich in der Relegation allerdings als Drittplatzierter nicht durchsetzen und scheiterte somit an einem Aufstieg in die tschechische Erstklassigkeit.
Daraufhin erfolgte mit Beginn der Saison 2013/14 die offizielle Übernahme des Tschechen durch den HK Arlan, der fortan in 21 Hauptrundenspielen für den kasachischen Klub aufs Eis ging. Noch ehe Arlan Kökschetau als Zweiter der Hauptrunde bis ins Finale der Play-offs kam, wechselte Lakosil im Januar 2014 erneut den Verein und schloss sich dem slowakischen Klub HK Nitra, für den er im Laufe seiner Karriere bereits mehrfach aktiv war, an. Wie der kasachische Klub schaffte es auch der HK Nitra 2013/14 als Zweitplatzierter der Hauptrunde bis ins Finale des Play-offs, wo er allerdings mit einem Gesamtscore von 3:4 gegen den HC Košice ausschied; Lakosil wurde dabei in vier Partien eingesetzt. In der Saison 2014/15 agiert der Tscheche erneut als Stammkraft im Tor des HK Nitra. 2016 wurde er mit Nitra slowakischer Meister, nachdem er den Großteil der Saison 2015/16 bei den Dundee Stars verbracht hatte.
In der Saison 2018/19 spielte er zunächst beim SC Csíkszereda aus der multinationalen Erste Liga, im Saisonverlauf wechselte er jedoch zum HC Bratislava in die zweite slowakische Liga. Nach einer weiteren Saison in dieser Spielklasse für den MHK Dubnica beendete er seine Karriere.

### International
Vlastimil Lakosil vertrat sein Heimatland bei den Junioren-Weltmeisterschaften 1999.

## Erfolge und Auszeichnungen
- 1998 Tschechischer Vizemeister
- 2002 Beste Fangquote (94 %) der tschechischen Extraliga
- 2008 Bester Gegentorschnitt (2,09) der slowakischen Extraliga
- 2009 Gewinn des IIHF Continental Cup mit dem MHC Martin
- 2009 Bester Torhüter des IIHF Continental Cup
- 2016 Slowakischer Meister mit dem HK Nitra